# Johannes Musaeus Norman
Johannes Musaeus Norman (ur. 21 października 1823 w Asker, zm. 15 stycznia 1903 w Kristianii) – norweski botanik i mykolog.
Johannes Musaeus Norman studiował na Uniwersytecie w Oslo, W 1847 roku uzyskał doktorat z medycyny. Jako lekarz praktykował jednak krótko. W latach 1849–1850 i 1855–1859 wykładał jako profesor nadzwyczajny na Uniwersytecie w Oslo. Otrzymał stypendium, w ramach którego w latach 1853–1855 studiował u profesora Franza Ungera w Wiedniu, a także we Włoszech, zwłaszcza na Sycylii, oraz w Paryżu. W 1858 r. wyjechał do Aschaffenburga, by kształcić się jako leśniczy. Od 1860 do 1876 r. kierował wydziałem leśnictwa w Tromsø i Finnmark. W tym czasie zajął się badaniem roślinności północnej Norwegii (zwłaszcza porostów). W 1877 roku zrezygnował z pracy leśniczego i osiadł w Larviku. W wieku 79 lat zmarł w Kristianii (dawna nazwa Oslo).
Zajmował się roślinami i grzybami, zwłaszcza porostami. Zebrał zielnik, który obecnie znajduje się na Uniwersytecie w Tromsø. Główne dzieło Normana, monografia flory arktycznej Norwegii (1894–1901), została wydana w dwóch tomach w częściach. Pierwsza część pierwszego tomu została pierwotnie wydrukowana w latach 1887–1892, ale wszystkie egzemplarze, z wyjątkiem dwóch, które zachował autor, uległy zniszczeniu w pożarze.
Przy nazwach naukowych utworzonych przez niego taksonów dodawane jest jego nazwisko Norman.